# Pic à chevron d'or
Melanerpes cruentatus
Espèce
Statut de conservation UICN

 LC  : Préoccupation mineure
Le Pic à chevron d'or (Melanerpes cruentatus) est une espèce d'oiseaux de la famille des Picidae.
Son aire s'étend sur l'Amazonie, l'est de la Colombie et le plateau des Guyanes.